# Après la vie
Série Trilogie de Lucas Belvaux
Cavale
(2003)
Pour plus de détails, voir Fiche technique et Distribution.
Après la vie est un film dramatique franco-belge réalisé par Lucas Belvaux, sorti en 2003 faisant partie d'une trilogie, les deux autres volets étant Cavale et Un couple épatant.

## Synopsis
Pascal Manise est un policier sans états d'âme, dont la femme, Agnès, est morphinomane. Celle-ci se droguait déjà quand ils se sont connus. Tout ce que Pascal a pu faire, c'est lui éviter la déchéance. Il traite avec Jaquillat, un dealer grenoblois qui le fournit en morphine, en échange de quoi Pascal ferme les yeux sur son commerce illégal. Son épouse et lui ne sortent jamais ensemble et ne côtoient pas les mêmes amis. Jusqu'au jour où elle lui présente Cécile qui a un problème avec Alain, son mari. En enquêtant sur ce dernier, Pascal se rapproche de plus en plus de Cécile jusqu'à en tomber amoureux.

## Fiche technique
- Titre : Après la vie
- Réalisation : Lucas Belvaux
- Scénario : Lucas Belvaux
- Production : Diana Elbaum, Patrick Sobelman et Arlette Zylberberg
- Musique : Riccardo Del Fra
- Photographie : Pierre Milon
- Montage : Danielle Anezin
- Décors : Frédérique Belvaux
- Costumes : Cécile Cotten
- Pays d'origine :  France et  Belgique
- Format : couleur
- Genre : drame
- Durée : 124 minutes
- Date de sortie : 8 janvier 2003

## Distribution
- Dominique Blanc : Agnès Manise
- Gilbert Melki : Pascal Manise
- Ornella Muti : Cécile Coste
- Catherine Frot : Jeanne Rivet
- François Morel : Alain Coste
- Lucas Belvaux : Bruno Le Roux
- Patrick Descamps : Jacquillat
- Alexis Tomassian : Banane
- Raphaële Godin : Louise
- Thomas Badek : un agent secret
- Valérie Mairesse : Claire
- Jean-Henri Roger : Un voisin
- Bourlem Guerdjou : Un enseignant
- Sophie Cattani : La fille stup
- Bernard Mazzinghi : Georges Colinet
- Olivier Darimont : Francis Rivet

## Distinctions
- Prix André-Cavens de l’Union de la critique de cinéma (UCC) pour le meilleur film belge
- Prix Louis-Delluc

### Articles annexes
- Psychotrope au cinéma et à la télévision